# Richard-Lenoir (Métro Paris)

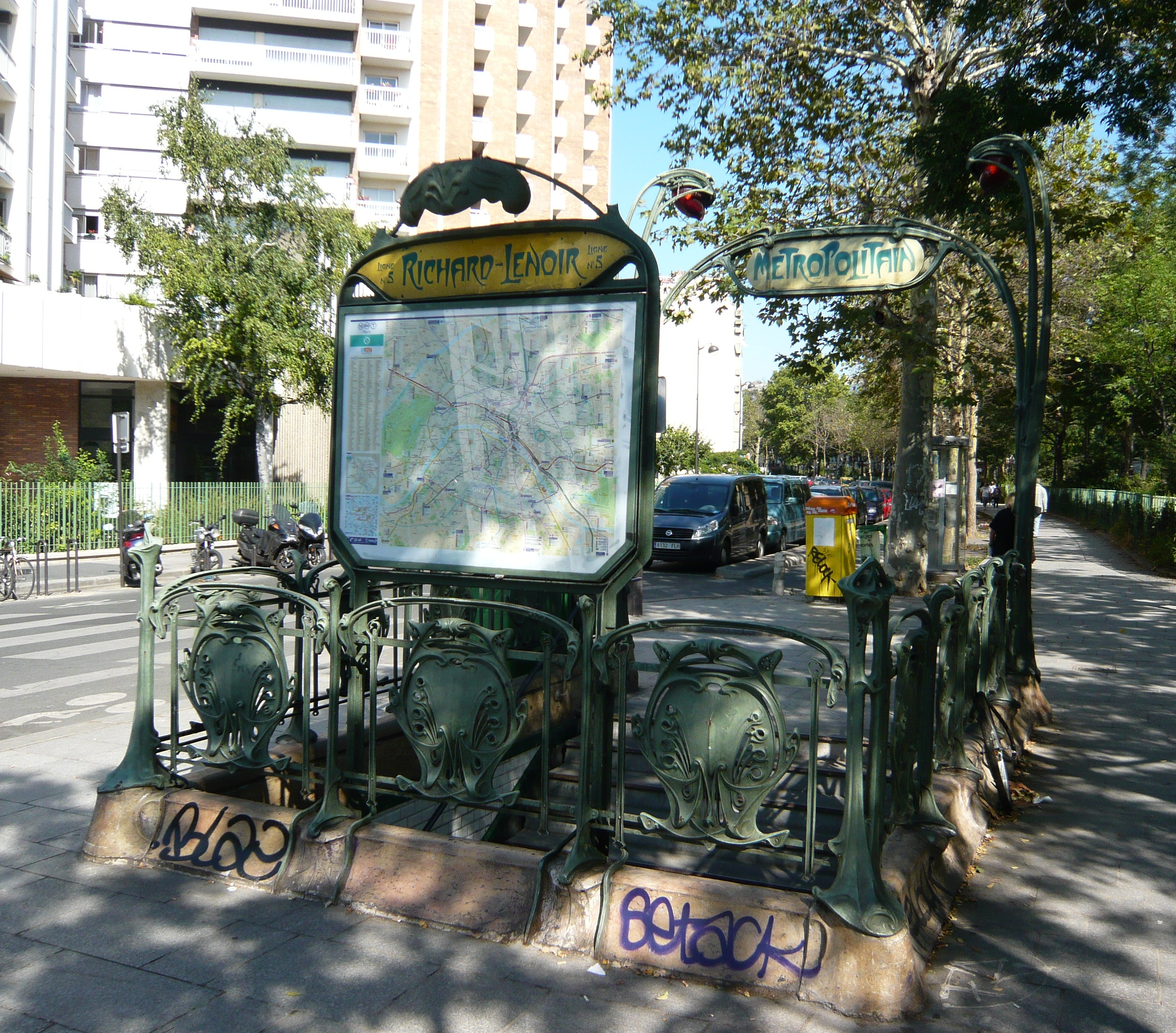
Von Hector Guimard entworfener Jugendstil-Zugang an der Rue Pelée

Richard-Lenoir [ʁiʃaʁ lənwaʁ] ist eine unterirdische Station der Linie 5 der Pariser Métro.

## Lage
Die Station befindet sich im Quartier Saint-Ambroise des 11. Arrondissements von Paris. Sie liegt längs unterhalb des westlichen Fahrstreifens des Boulevard Richard-Lenoir, parallel zum dort unter dessen breitem Mittelstreifen verlaufenden Canal Saint-Martin, zwischen der Rue Pelée und der Rue Gaby-Sylvia.

## Name
Namengebend ist der Boulevard Richard-Lenoir. François Richard-Lenoir (1785–1839) war einer der beiden Gründer der ersten Pariser Baumwollspinnerei.

## Geschichte
Die Station wurde am 17. Dezember 1906 mit der Eröffnung der nördlichen Verlängerung der Linie 5 von Place Mazas (seit 1916: Quai de la Rapée) bis zur Station Lancry (seit 1946 Jacques Bonsergent) in Betrieb genommen. Sie wurde in einer offenen Baugrube errichtet.

## Beschreibung
Abweichend von der in Paris häufiger anzutreffenden Bauweise mit elliptischem Querschnitt weist die Station eine waagrechte Metalldecke auf. Auf quer zur Fahrtrichtung liegenden eisernen Stützbalken ruhen Längsträger, die kleine, aus Ziegelsteinen gemauerte Gewölbe tragen.
Die Station hat zwei für 75-Meter-Züge ausgelegte Seitenbahnsteige an zwei Streckengleisen. Die beiden Zugänge liegen am Rand des Mittelstreifens des Boulevard Richard-Lenoir, der nördliche trägt noch das von Hector Guimard entworfene Jugendstil-Dekor.

## Fahrzeuge

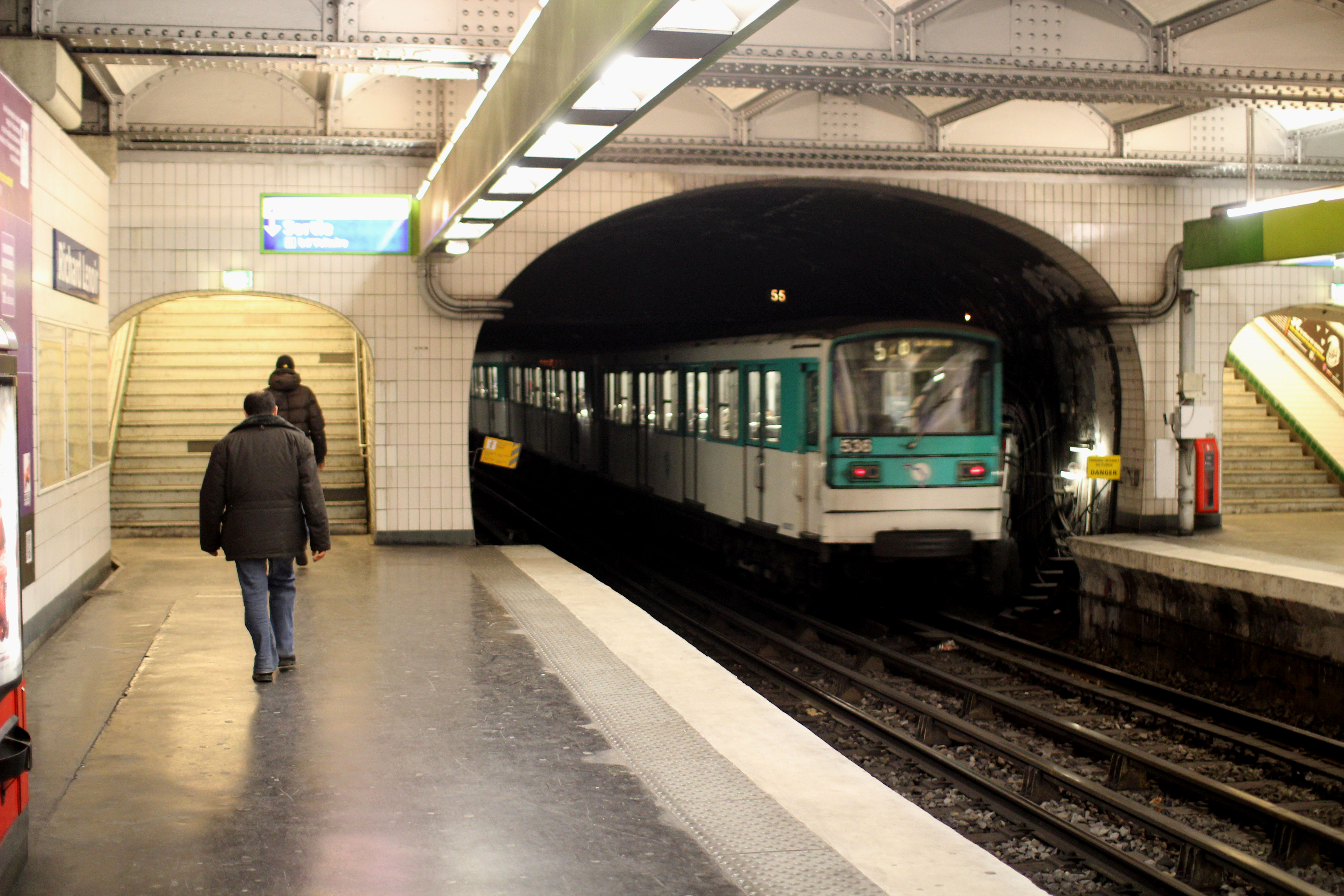
Tunnelmund mit ausfahrendem Zug der Baureihe MF 67, 2012

Die Sprague-Thomson-Züge auf der Linie 5 wurden ab 1978 durch Fahrzeuge der Baureihe MF 67 ersetzt, denen ab 2011 MF 01-Züge folgten.